# Le Piquant de la vie

Le Piquant de la vie (Mejor que nunca) est un film écrit et réalisé par Dolores Payas sorti en 2008.

## Synopsis
Isabel est cadre dirigeante d'une grande entreprise, arrivée à la cinquantaine, elle n'a plus de désir et son mari l'a quitté pour aller vivre avec sa maîtresse enceinte. Elle envoie promener tous ses amis qui lui conseillent de suivre un traitement hormonal afin de se sentir mieux dans sa peau, répondant qu'il vaut mieux laisser faire la nature. Un soir en revenant d'un vernissage, et se promenant à pied, elle rencontre Emiliano, charmeur et dominateur, il la subjugue, lui donne des ordres, l'emmène danser puis ils couchent ensemble chez elle. Cette rencontre l'a transformé, mais l'homme est reparti sans donner ses coordonnées. Curieuse, elle entre dans une sex-shop où on lui conseille d'acheter des vidéos gays. Quand elle veut les visionner, on sonne à sa porte, c'est sa fille, son gendre et leurs deux enfants. La fille, Sybilla très psychorigide fait tout un discours convenu à sa mère sur la façon d'aborder le stress de la séparation, Isabelle l'envoie vertement promener en tenant des propos que sa fille juge choquants, pendant ce temps les enfants demandent à visionner des DVD.... la petite famille quitte l'appartement scandalisée. 
La police sonne à son tour, on lui apprend qu'Emiliano est recherché. Elle refuse de collaborer avec la police mais s'inquiète. Emiliano réapparaît pour l'emmener en boite. Mais au bout d'un moment l'homme lui demande de partir précipitamment et de se mettre au volant de sa voiture, arrivent alors deux hommes soutenant difficilement un troisième, en fait ce dernier est mort. Isabel est de plus en plus inquiète. On emmène le mort dans une grande maison, on l'expose, et on fait la fête.
Le mari déçu de sa nouvelle maîtresse veut renouer avec Isabel qui ne veut pas en entendre parler et elle le chasse de chez elle.
Pendant ce temps, Emiliano et ses amis ont mis en bière le défunt et s'apprêtent à le placer dans un caveau après que le curé ait donné sa bénédiction. Problème, il n'y a plus de place, et de toute façon aucun permis d'inhumer n'a été délivré. Ils dégagent alors un cercueil existant pour y placer le défunt.
Le mari d'Isabel revient à la charge, voulant lui faire une surprise il lui fait fermer les yeux, réticente, Isabel se laisse faire pour avoir la paix, quand elle ouvre les yeux, elle se trouve menottée à son mari, elle se débat, réclame la clé qui tombe dans le lavabo. Il leur faut démonter le siphon pour la récupérer. Mais ils sont interrompus par l'arrivée de sa fille, de son gendre et de leurs gamins, Isabel et le mari tentent de donner le change, mais restent collés l'un à l'autre pour dissimuler les menottes suscitant l'incompréhension des visiteurs. S'absentant sous un prétexte, Isabel et le mari tentent de démonter le typhon, inquiet de ne pas les voir revenir, le gendre va voir et les trouve dans une position équivoque, il revient sans rien dire, Sybilla y va à son tour et revient outrée. Alors que la petite famille s'apprête à s'en aller, Emiliano arrive avec une ribambelle d'amis et de musiciens, puis ce sont ses collègues de travail qui les rejoignent. Tout le monde fait la fête, on boit on mange, on fait de la musique, et on copule dans les coins. Tout le monde s'en donne à cœur joie y compris le gendre qui découvre les joies du poker, tandis que Sybilla est la seule à n'y plus rien comprendre. Le gardien de l'immeuble intervient à plusieurs reprises déclarant à qui veut l'entendre qu'il va appeler la police, ce qu'il finit par faire. La police embarque tout le monde. On apprend alors à Isabel qu'Emiliano qui est mexicain va être expulsé d'Espagne pour violation de sépulture, il ne lui est rien reproché d'autre. Isabel lui fait ses adieux et le remercie.

## Fiche technique
- Titre original : Mejor que nunca
- Titre français : Le Piquant de la vie
- Réalisation : Dolores Payás
- Scénario : Dolores Payás
- Musique : Armando Perez, Mantaras
- Photographie : Tote Trenas
- Métrage : 101 minutes
- Genre : Comédie
- Date de sortie : 23 janvier 2009  Espagne
- Pays  Espagne

## Distribution
- Victoria Abril : Isabel Romero
- Joan Carreras : Bernardo, le gendre
- Gabriella Pession : Sybila, la fille d'isabel et de Felipe
- Jesús Ferrer : Juan, le, commissaire
- Pep Ferrer : Felipe Romero, le mari
- Anna Galiena : Clotilde, la collègue
- Macarena Gómez : Vanessa, la maîtresse de Felipe
- Alberto Lozano : Le DRH
- Rocco Papaleo : le gardien de l'immeuble
- Òscar Rabadán : (as Òscar Rabadan)
- Enrique Rocha : Emiliano, l'amant mexicain
- Ferran Terraza : un policier
- Annabel Totusaus : la veuve mexicaine
- Piero Verzello : un invité au vernissage
- Pablo Vázquez : un mexicain